# 松浦重信
松浦 重信（まつら しげのぶ）は、江戸時代前期の大名。肥前国平戸藩の第4代藩主。平戸松浦氏29代当主。通称は源三郎。官位は従五位下・肥前守。隠居の後に諱を曾祖父と同じ鎮信（しげのぶ）へと改めており、その漢字表記の方が知られている。南宋末の文人文天祥を尊敬して天祥庵を結び、天祥と号する。後年、退静爺や徳祐とも称した。法名は圓惠（円恵）。

## 略歴
元和8年（1622年）3月13日に3代藩主・松浦隆信の長男として江戸藩邸で誕生した。幼名は千代鶴。
寛永6年（1629年）、3代将軍・徳川家光に初めて拝謁する。寛永12年（1635年）12月、従五位下、肥前守に叙任される。
寛永14年（1637年）5月に隆信が他界し、9月7日に遺領を継いで藩主となった。同年、島原の乱が起きたので、任を受けて11月14日に領国に戻り、長崎奉行の指示を受けて家臣に手薄になった日見・茂木の両所を警護させた。板倉重昌の戦死後は原城攻撃にも松浦勢を参加させ、功あったので禄100石を加増された。
乱の終結後の寛永16年（1639年）、元藩士の浮橋主水が江戸幕府評定所に平戸藩にキリシタンの嫌疑があると訴え出た浮橋主水事件が起こり、幕府按検を受けた。訴えは誣告であるとして浮橋主水は伊豆大島に流罪とされたが、平戸に立ち寄った松平信綱は、平戸藩がオランダとの独占的な交易によって得た強力な兵備を持っていることに驚き、幕府は警戒を強めた。寛永18年（1641年）、平戸商館の閉鎖が命じられ、以後は開港地は長崎の出島に限定された。
このために、諸国で最も豊かだった平戸藩は巨利を失い財政が苦しくなり、土地を持てない武士が増えたが、以後は新田開発を始めとして畜産など諸産業の振興に力を入れ、後には九州第一の善治良政と讃えられるまでになる。
寛永20年（1643年）、朝鮮通信使を壱岐国で歓待する。正保2年（1645年）、キリシタンが見つかりこれを領地から逐う。承応元年（1652年）、平戸に天台宗樹光寺を草創した。万治元年（1658年）、再び領国でキリシタンが見つかり、弾圧を命じられて60名余を斬首し、その功を賞される。
明暦2年（1656年）、重信家訓四十五条を記し、諸有司の職務十七条を認める。
寛文4年（1664年）、従弟松浦信貞に1,500石を分与した。結果、平戸藩は6万千7百石となる。寛文8年（1668年）、高力隆長が島原藩を改易となり、幕府の命で小笠原長勝と共に4月27日に島原城の接収役となった。
貞享（1685年）9月、詰衆となり、雁間に列する。元禄2年（1689年）3月2日、奥詰に進むが、病で任を退き、7月に隠居して嫡男の棟が継いだ。また次男昌に1万石分与して平戸新田藩初代藩主とした。8月に剃髪し、諱も鎮信と改めた。
元禄16年（1703年）10月6日、向島の別邸にて死去した。享年82。墓所は本所天祥寺。戒名は天祥院殿慶厳徳祐大居士。

## 人物
好学の人で、神道を橘三喜、吉川惟足に、天文を秋山忠右衛門、横川才菴、国典漢籍を文庵、玄覚に学び、禅を隠元、木庵、道者超元、沢庵に師事。法話を盤珪禅師、周易を不破慈庵に、書道を里村玄陳に、かつ蘭学にも通じ、特に茶道は若い頃から愛好して、様々な流派の茶人と交流して研究を重ねた上、片桐石州や藤林宗源に師事して石州流の皆伝を受け、独自に流派を開き、鎮信流として知られる茶道の一派を立てるに至った。重信は、行政手腕もさることながら、文化人としても知られている。
家臣から、諸将の逸話を聞き書きした『武功雑記』を著した。

## 交流
- 儒学者山鹿素行とは意気投合して交友が深く、その助言をよく聞いていた。素行が亡くなるとその子山鹿平馬を千石で召し抱えている。
- また、素行を通じて吉良義央とも交流があったとされ、吉良氏秘伝の『吉良懐中抄』が松浦家に伝わり、今も写しが平戸市に現存する[1]。

## 系譜
- 父：松浦隆信（1592年 - 1637年）
- 母：永昌院 - 牧野康成の娘
- 正室：松平忠国の娘
  - 長男：松浦棟（1646年 - 1713年）
- 側室：志佐氏
  - 次男：松浦昌（1651年 - 1736年）
- 側室：岡氏
  - 三男：頼母 - 庶子
  - 四男：松浦篤信（1684年 - 1757年）
- 生母不明の子女
  - 女子：松平乗政継室
  - 女子：松浦信知室
  - 女子：牧野忠貴正室
  - 女子：南部政信正室 - のち離別し新庄直賢継室
  - 女子：松浦信方養女
  - 女子：板倉重冬正室
  - 女子：熊沢正令室
  - 男子：松浦斉 - 松浦信斉の養子
  - 男子：半之丞
  - 男子：仙菊
  - 男子：豊三郎
- 養子
  - 女子：聖相院 - 佐竹義長継室、松浦信忠の娘
  - 女子：マル - 織田信明正室、秋月種信の六女